# Ньонг
Ньонг — река в Центральной Африке. Протекает в южной части Камеруна, по территории регионов Восточный регион, Центральный регион, Прибрежный регион и Южный регион.

## Морфометрия
Площадь его водосборного бассейна — 28 тыс. км².
Среднегодовой расход воды — 446 м³/с.

## Гидрография
Берёт своё начало в 40 км к востоку от города Абонг-Мбанг в департаменте О-Ньонг. Длина реки — 640 км. Впадает в залив Биафра, являющийся частью акватории Гвинейского залива.